# José Eduardo Agualusa
José Eduardo Agualusa Alves da Cunha (sinh năm 1960 ở Huambo hiện đại, Angola) là một nhà báo Angola và là nhà văn gốc Bồ Đào Nha. Ông nghiên cứu nông học và lâm sinh ở Lisbon, Bồ Đào Nha. Hiện ông sống ở đảo Mozambique, làm việc như là một nhà văn và nhà báo. Ông cũng cố gắng thiết lập một thư viện công cộng trên đảo. 
Agualusa viết chủ yếu bằng tiếng mẹ đẻ của người Bồ Đào Nha. Cuốn sách của ông đã được dịch ra 25 ngôn ngữ, nổi bật nhất là tiếng Anh bởi dịch Daniel Hahn, một cộng tác viên thường xuyên của ông. Phần lớn các bài viết của ông tập trung vào lịch sử Angola. 
Ông đã chứng kiến một số thành công trong giới văn học nói tiếng Anh, nổi bật là A General Theory of Oblivion. Cuốn tiểu thuyết này, viết năm 2012 và dịch năm 2015, đã được chọn vào danh sách Giải thưởng Booker Quốc tế năm 2016  và là người nhận giải thưởng văn học quốc tế Dublin năm 2017.